# Мавзолей Зу-ль-кифль
Мавзолей Зу-ль-кифль (узб. Zulkifl maqbarasi) — памятник архитектуры, построенный в XI—XII веках, расположенный недалеко от Термеза на берегу реки Амударья (Сурхандарьинская область, Узбекистан).

## История
В этом мавзолее был похоронен пророк Зу-ль-кифль, сын пророка Айюба. Он также упоминается в «аль-Анбие». Слово Зу-ль-Кифль означает «гарантия». В исторических источниках отмечается, что в мавзолее также был похоронен Исаак ибн Кунаджа, один из знаменитых полководцев Аббасидов. Точный год строительства мавзолея неизвестен, но постройка относится к XI—XII векам и была перестроена во время правления Махмуда Газневи. Информации об этом мавзолее в коране и хадисах почти нет.
Мавзолей Зу-ль-Кифль расположен на территории Сурхандарьинской области, на берегу реки Амударья. По причине того что здесь был захоронен пророк Зу-ль-кифль, этот остров был назван островом пророка. Мечеть расположена в южной части острова и состоит из гробницы и двух смежных помещений. Здания были построены в разный период времени. Мечеть имеет квадрат мурабба (площадь 6,95 х 6,95 метра), купол и крыльцо. На алтаре был нарисован узор ганчкора-гири. Пещера (площадь 6 х 4 метра) построена примерно на 1 метр выше уровня мечети, где хранился саган. Через две двери можно пройти в две смежные комнаты. Стены помещений обложены кирпичом с волнистым узором.
В произведении «Бахр ал-асрар фи манакиб ал-ахйар», написанным балхским учёным Махмудом ибн Вали в XVII веке, говорится о могиле пророка Зу-ль-Кифла. По народным преданиям, пророк Зу-ль-кифль завещал, чтобы его похоронили на берегу Амударьи. Площадь острова пророка составляет 4000 гектаров. Длина острова составляет восемь километров, а ширина около пяти-шести километров. По мнению экспертов, Амударья меняет свое направление, когда приближается к территории этого острова. В 1971 году на этой территории был создан заповедник. В настоящее время территория входит в состав Сурханского государственного заповедника. Часть острова, в 970 гектаров, занимает лес. Заповедник Арал-Пайгамбар находился на одноимённом острове, на реке Амударье, в его южной части был построен мавзолей. Заповедник был создан в 1960 году, в 20 километрах ниже города Термез, по течению Амударьи. Его площадь составляла 30 квадратных километров. Там же были построены большая купольная мечеть, небольшая синагога и две комнаты в западной части.
В начале 2018 года мавзолей Зу-ль-Кифль был отремонтирован. Однако в настоящее время посетить этот мавзолей невозможно, поскольку она находится на границе Афганистана и Узбекистана.